# Nanne Ruuskanen
Nanne Ruuskanen, född den 19 november 2001, är en finländsk fotbollsspelare. Hon representerar damallsvenska Djurgårdens IF och det finländska landslaget.

## Biografi
Ruuskanen inledde sin seniorkarriär i det finländska laget Pallokissat år 2018. 2025 flyttade hon till Sverige för att spela för Djurgårdens IF. Hon har även representerat det finländska damlandslaget där hon debuterade 2022.